# Еріх Ерлінгер
Еріх Ерлінгер (нім. Erich Ehrlinger; 14 жовтня 1910, Гінген, Німецька імперія — 31 липня 2004, Карлсруе, Баден-Вюртемберг, Німеччина) — німецький юрист, оберфюрер СС, один з керівних співробітників Головного управління імперської безпеки, командир зондеркоманди 1b у складі айнзатцгрупи A, яка здійснювала масові вбивства у Балтійських країнах, командир айнзацгрупи B.

## Біографія
Народився 14 жовтня 1910 року в сім'ї бургомістра Кристіана Ерлінгера. У 1928 році закінчив школу в місті Гайденгайм-ан-дер-Бренц. Того ж року вступив до Тюбінгенського університету, де вивчав право та державознавство. У 1930 році, після чотирьох семестрів у Тюбінгені, перевівся у Кільський університет, після одного семестру з 29 жовтня 1930 року навчався в Берлінському університеті.
15 травня 1931 року вступив до Штурмових загонів (СА). 1 червня 1931 року вступив до НСРПН (квиток № 541195). 15 листопада 1932 року у званні трупфюрера очолив 15-ту роту СА. Ерлінгер був одним із нацистських активістів серед студентів у Тюбінгені. 8 березня 1933 разом з колегою Мартіном Зандбергером підняв прапор зі свастикою над будівлею університету. 31 березня 1933 року склав державний юридичний іспит і як секретар вступив на роботу в окружний суд Тюбінгена.
У березні 1934 року Ерлінгер вирішив відмовитися від юридичної кар'єри та зосередився на діяльності штурмових загонів. Після проходження навчального курсу в офіцерській школі СА у Цоссені 1 березня 1934 року став керівником вищої школи СА у Тюбінгені і також був заступником директора спортивної школи СА під Роттенбургом. 1 липня 1934 року очолив спортивну школу СА у замку Рінек у Нижній Франконії. У жовтні 1934 року отримав посаду уповноваженого за освітою у СА.
У 1935 році у відділенні служби безпеки (СД) у Вюрцбурзі Ерлінгеру запропонували роботу у відділі преси та друку. 22 червня 1935 року у званні унтерштурмфюрера зараховано до лав СС (№ 107493). У вересні 1935 року переведено до головного відділення СД у Берліні, де працював під керівництвом Франца Зікса у відділі I 3 (справи преси та музеїв). У квітні 1937 року Зікс зробив Ерлінгера начальником штабу та своїм заступником у відділі II 1 («ідеологічна оцінка»). Ерлінгер безпосередньо брав участь у формуванні репресивної політики проти «ідеологічних супротивників», серед яких були євреї.
12 березня 1938 року після закінчення аншлюсу Австрії брав участь у створенні відділення СД у Відні. 21 жовтня 1939 року призначено начальником СД в айнзацкоманді 1 у Празі і також брав участь у створенні органів СД. За підтримки місцевої поліції Ерлінгер провів акцію «Решота», під час якої заарештували 6000 німецьких емігрантів і чеських «ворожих елементів». На початку вересня 1939 року під час вторгнення до Польщі Ерлінгер служив у штабі 4-ї айнзацгрупи. Після розформування підрозділу у листопаді 1939 року очолив відділення СД у Варшаві. З 12 квітня до 14 серпня 1940 року проходив службу у військах СС і як воєнний кореспондент брав участь у Французькій кампанії. З серпня 1940 року у Норвегії разом з Вальтером Шталекером за особливим дорученням Генріха Гіммлера займався формуванням військ СС з норвезьких добровольців. У лютому 1941 року повернувся до Головного управління імперської безпеки (РСХА) у Берліні.
У червні 1941 став начальником зондеркоманди 1b у складі айнзацгрупи A. Айнзацгрупа A діяла в тилу групи армій «Північ». 28 червня зондеркоманда увійшла до Каунасу. Ще до вступу підрозділу литовські колабораціоністи провели єврейські погроми та зруйнували міську синагогу. 5 липня підрозділ досяг литовського міста Даугавпілс, де вбили 185 євреїв, включно зі старими та жінками. За наказом Ерлінгера службовці зондеркоманди спільно з литовськими помічниками обшукали квартал Даугавпілса, зібрали чоловічу частину населення, відвели до парку на околиці міста та групами доставляли до заздалегідь викопаних ям, де вбивали їх пострілом у потилицю з пістолета. Ерлінгер особисто контролював розстріли. У звіті від 16 липня у РСХА зондеркоманда повідомила про 1150 євреїв, розстріляних у Даугавпілсі. У період з жовтня до грудень 1941 року зондеркоманда спільно з іншими підрозділами поліції безпеки знищила 6624 особи.
9 грудня 1941 року став командиром поліції безпеки та СД у Києві. Ерлінгер особисто був присутній під час страт і вважав, що всі співробітники його відомства повинні брати в них участь. В одному випадку він сам узяв до рук зброю і взяв особисту участь у розстрілі, оскільки вважав, що розстріл, на його думку, проводиться надто повільно. Влітку 1943 року з табору Михайлівка під Києвом змогли втекти кілька ув'язнених. Ерлінгер наказав в'язням табору вишикуватися і через перекладача повідомив, що за втікачів кілька з них буде розстріляно. Згідно зі свідченнями свідка, серед ув'язнених піднялося хвилювання, після чого Ерлінгер дістав пістолет і різко випустив весь магазин патронів у натовп.
6 вересня 1943 року переведено до Білорусі, де став керівником поліції безпеки та СД у Мінську та командиром айнзацгрупи B. Наприкінці жовтня 1943 року Ерлінгер наказав розстріляти 4500 жителів Мінського гетто, які залишилися живими, або знищити їх у газвагенах.
1 квітня 1944 року став керівником 1-го управління РСХА з кадрових й організаційних питань. 9 листопада 1944 року підвищено Генріхом Гіммлером до оберфюрера СС.
Після війни у Фленсбурзі потрапив до британського полону, проте був відпущений вже 7 червня 1945 року, оскільки представився унтерофіцером вермахту Еріхом Фрешером. Ерлінгер працював у сільському господарстві у Шлезвіг-Гольштейні і з жовтня 1945 року жив у Роті під Нюрнбергом. У 1950 році переїхав разом з сім'єю до Констанца, де працював адміністратором у казино. У 1952 році одружився вдруге та перестав користуватися чужим ім'ям. З 1954 року був головою представництва Volkswagen у Карлсруе. 10 грудня 1958 року заарештовано та поміщено до слідчого ізолятора. Суд над Ерлінгером проходив у Карлсруе з 16 жовтня до 20 грудня 1961 року. 20 грудня 1961 року за допомогу у вбивстві у 1045 випадках земельний суд засудив його до 12 років ув'язнення у в'язниці суворого режиму та позбавлення цивільних прав строком на 5 років. Прокуратура подала апеляцію до Федерального верховного суду ФРН, у результаті чого 28 травня 1963 справу направлено на новий розгляд, а колишній вирок скасовано. У жовтні 1965 року звільнено за станом здоров'я. 3 грудня 1969 року Ерлінгера визнано недієздатним, і справу проти нього припинено. Помер 31 липня 2004 року у Карлсруе.